# Nachal Ajun
Nachal Ajun (hebr. נחל עיון, arab. عيون) – strumień płynący w Górnej Galilei w północnej części Izraela.
Swoje źródła ma w pobliżu Mardż Ujun w południowej części Libanu. Na długości 7 km płynie przez Liban, by następnie przepływać przez obszary Izraela w pobliżu Metulli. W Dolinie Hula wpada do Jordanu.

## Rezerwat
W rezerwacie znajdują się cztery wodospady, których ilość przepływu wody zależy od pory roku:
- Ajun, 9,2 m
- Tahana, 21 m
- Eszed, z dwoma stopniami, 5 m i 9 m
- Tanur, 30 m

## Przyroda ożywiona
W rezerwacie występują: Pistacia palaestina, Rhamnus palaestina, Acer obtusifolium, Spartium junceum, Rubus, Cyclamen persicum, Anemone, Antirrhinum majus, Michauxia campanuloides. W porze deszczowej spotyka się pliszki górskie, łowce krasnodziobe i pustułki zwyczajne.